# Fanny Touron
Pour les articles homonymes, voir Touron (homonymie).
Fanny Touron est une actrice française. Elle est principalement connue pour le rôle de Camille dans la série Kaboul Kitchen.

## Biographie
Fanny Touron est née à Paris où elle a vécu jusqu'à l'âge de 11 ans. Ensuite elle a vécu à Séné (Morbihan), puis à Nantes jusqu'à 18 ans, avant de repartir vivre à Paris.
C'est à Nantes qu'elle a pris ses premiers cours d'art dramatique au Conservatoire national de région de Nantes.

### Formation
- 2004-2005 : Conservatoire de Paris 5e : formation de danse contemporaine
- 2002-2004 : Conservatoire de Paris 11e
- 2000-2002 : Conservatoire à rayonnement régional de Nantes

## Filmographie

### Cinéma

#### Longs métrages
- 2009 : Jimmy Rivière de Teddy Lussi-Modeste
- 2010 : L'Exercice de l'État de Pierre Schoeller : la journaliste
- 2010 : Le Jour de la grenouille de Béatrice Pollet : Nathalie
- 2012 : Prêt à tout de Nicolas Cuche : Véronique
- 2012 : Attila Marcel de Sylvain Chomet : Anita
- 2013 : Je me tue à le dire de Xavier Seron : Aurélie
- 2016 : Neruda de Pablo Larrain

#### Courts métrages
- 2009 : Trois femmes amoureuse de Pierre Daignière : Coccinelle
- 2011 : Alexis Ivanovitch, vous êtes mon héros de Guillaume Gouix : Cerise. Fanny compose et interprète aussi une chanson : Les Princesses[2].
- 2012 : Paris s'éveille de Fanny Touron et Kloé Lang : la Parisienne
- 2014 : À l'occasion papier chiffon de Fanny Touron : Lubna
- 2014 : Mademoiselle de Guillaume Gouix : la blonde

### Télévision
- 2012 à 2017 : Kaboul Kitchen (série TV) d'Allan Mauduit et Jean-Patrick Benes : Camille

## Théâtre
- 2010 : Bright Room de T. Kushner
- 2011 : Iphigénie de Natascha Rudolf, au château de Versailles
- 2011 : Lubna Cadiot d'Anais Allais Benbouali
- 2013 : Pièce rock de Guillaume Gouix, Fanny Touron et Anais Allais : la fille / la journaliste

## Distinctions

### Nomination
- 2011 : Nommée comme jeune espoir féminin dans Alexis Ivanovitch, vous êtes mon héros au Festival Jean Carmet de Moulins[3],[4].